# Gerichtsbezirk Graslitz
Der Gerichtsbezirk Graslitz (tschechisch: soudní okres Kraslice) war ein dem Bezirksgericht Graslitz unterstehender Gerichtsbezirk im Kronland Böhmen. Er umfasste Gebiete im westlichen Teil Nordböhmens im Okres Sokolov. Zentrum des Gerichtsbezirks war der Ort Graslitz (Kraslice). Das Gebiet gehörte seit 1918 zur neu gegründeten Tschechoslowakei und ist seit 1991 Teil der Tschechischen Republik.

## Geschichte
Die ursprüngliche Patrimonialgerichtsbarkeit wurde im Kaisertum Österreich nach den Revolutionsjahren 1848/49 aufgehoben. An ihre Stelle traten die Bezirks-, Landes- und Oberlandesgerichte, die nach den Grundzügen des Justizministers geplant und deren Schaffung am 6. Juli 1849 von Kaiser Franz Joseph I. genehmigt wurde.
Der Gerichtsbezirk Graslitz gehörte zunächst zum Kreis Eger und umfasste 1854 die 23 Katastralgemeinden Altengrün, Eibenberg, Frankenhammer, Graslitz, Grünberg, Heinrichsgrün, Hochgarth, Kirchberg, Konstadt, Lauterbach, Neudorf, Pechbach, Rothau, Schönau, Schönwerth, Schwaderbach, Schwarzenbach, Silberbach, Silbersgrün, Stein, Ursprung, Waitzengrün und Waltersgrün.
Der Gerichtsbezirk Graslitz bildete im Zuge der Trennung der politischen von der judikativen Verwaltung ab 1868 gemeinsam mit dem Gerichtsbezirk Neudek (Neydek) den Bezirk Graslitz.
Per 1. Juli wurde der Gerichtsbezirk Neudek vom Bezirk Graslitz abgespalten, woraufhin der Gerichtsbezirk Graslitz deckungsgleich mit dem Bezirk Graslitz war.
Im Gerichtsbezirk Graslitz lebten 1869 22.949 Menschen, 1900 waren es 33.333 Personen.
Der Gerichtsbezirk Graslitz wies 1910 eine Bevölkerung von 39.216 Personen auf, von denen 38.649 Deutsch und nur eine Person Tschechisch als Umgangssprache angaben. Im Gerichtsbezirk lebten zudem 566 Anderssprachige oder Staatsfremde.
Durch die Grenzbestimmungen des am 10. September 1919 abgeschlossenen Vertrages von Saint-Germain kam der Gerichtsbezirk Graslitz vollständig zur neugegründeten Tschechoslowakei, wobei die Gerichtseinteilung bis 1938 im Wesentlichen bestehen blieb. Nach dem Münchner Abkommen wurde das Gebiet dem Landkreis Graslitz bzw. dem Sudetenland zugeschlagen. Nach dem Zweiten Weltkrieg wurde das Gebiet Teil des Okres Sokolov, zu dem es bis heute gehört. Nachdem die Bezirksbehörden im Zuge einer Verwaltungsreform 2003 ihre Verwaltungskompetenzen verloren, werden diese von den Gemeinden bzw. dem Karlovarský kraj wahrgenommen, zudem das Gebiet um Horní Blatná seit Beginn des 21. Jahrhunderts mit anderen Bezirken zusammengefasst wurde.

## Gerichtssprengel
Der Gerichtssprengel umfasste Ende 1914 die 20 Gemeinden Altengrün (Stará), Eibenberg (Tisová), Frankenhammer (Liboc), Graslitz (Kraslice), Grünberg (Zelená Hora), Heinrichsgrün (Jindřichovice), Hochgarth (Obora), Kirchberg (Kostelní), Konstadt (Mlýnská), Markhausen (Hraničná), Neudorf (Nová Ves), Pechbach (Smolná), Rothau (Rotava), Schönau (Sněžná), Schönwerth (Krásná), Schwaderbach (Bublava), Schwarzenbach (Černá), Silberbach (Stříbrná), Silbersgrün (Háj) und Waitzengrün (Loučná).